# Лентковиці
Лентковиці (пол. Łętkowice) — село в Польщі, у гміні Радземиці Прошовицького повіту Малопольського воєводства.
Населення — 331 особа (2011).
У 1975-1998 роках село належало до Краківського воєводства.

## Демографія
Демографічна структура станом на 31 березня 2011 року:
|          | Загалом | Допрацездатний вік | Працездатний вік | Постпрацездатний вік |
| -------- | ------- | ------------------ | ---------------- | -------------------- |
| Чоловіки | 174     | 38                 | 110              | 26                   |
| Жінки    | 157     | 29                 | 88               | 40                   |
| Разом    | 331     | 67                 | 198              | 66                   |